# Сулейман, Максуд
Максу́д Сулейма́н (крымскотат. Maqsud Suleyman; 1909, Бигень, Таврическая губерния — 1953, Андижан) — крымскотатарский писатель. Участник Великой Отечественной войны.

## Биография
Родился в 1909 году в деревне Бигень Перекопского уезда.
Учился в Симферопольской образцово-показательной девятилетней школе. Окончил Крымский педагогический институт (1938). Во время студенчества начал писать стихи. По окончании института работал ответственным секретарём журналов «Яш ленинджилер» («Юные ленинцы») и «Совет эдебияты» («Советская литература»).
В 1934 году была опубликована его поэма «Насибе». В 1934 году издал свой первый поэтический сборник «Воспоминания о Сиваше». В 1937 году его стихи «Сиваш» и «Субботники» перевёл Арсений Тарковский для сборника «Поэты Крыма». В 1940 году издал второй сборник стихотворений и вместе с Эшрефом Шемьи-Заде издал хрестоматию по крымскотатарской литературе для учеников шестого класса. Автор стихотворений «Миллионларнынъ джевабы» (Ответ миллионов), «Санъа селям» (Тебе привет), «Котериль, юртым» (Крепни, родина моя), «Дженк истемеймиз» (Мы не хотим войны), «Партизан Кемал» и «Корюшюв» (Встреча).
С 1939 по 1941 год проживал в Доме специалистов в Симферополе. После начала Великой Отечественной войны был призван в армию. Командовал артиллерийским расчётом. Получив ранение в бою, оказался в плену, находился в концлагере.
После депортации крымских татар в 1944 году проживал в Узбекской ССР в городе Андижан.
Скончался в 1953 году в Андижане.